# Carl Gerhard Poppe
Carl Gerhard Poppe (* 24. Oktober 1813 in Bremen; † 2. Juni 1891 in Bremen) war ein deutscher Baumeister und Antikenforscher.

## Biografie
Poppe war der Sohn des Stadtbau- und Zimmermeisters Johann Georg Poppe (1769–1826) und Neffe des Architekten Jacob Ephraim Polzin (1778–1851). Verheiratet war er mit Bertha Hirschfeld (1822–1900). Beide hatten fünf Kinder.
Wie sein Vater erlernte er den Beruf eines Baumeisters. Er ergänzte sein Wissen durch Studienreisen nach Italien, Griechenland und Kleinasien. Dabei fertigte er viele erhaltene Zeichnungen über die antike Architektur und deren Plastiken. In Bremen entstanden nach seinen Plänen und teilweise auf eigenes Risiko zahlreiche Häuser im Stil des Klassizismus. Dazu gehören die Häuser von 1864 bis 1866 Am Dobben 117, 118 bis 127, die Packhäuser auf dem Teerhof (kriegszerstört) und auf dem Stephanitorbollwerk bei der Stephanikirche (kriegszerstört). Viele Packhäuser konnte er, nachdem durch den Zollanschluss der Handel mit den Kolonialartikeln Kaffee, Tabak und Reis ins Stocken geriet, nicht veräußern. Sein Bauunternehmen ging deshalb 1868 in Konkurs. Danach war er als Architekt und Baumeister in Bremen und Bremerhaven tätig.

## Publikation
- Sammlung von Ornamenten und Fragmenten antiker Architectur, Sculptur, Mosaik und Toreutik. auf einer Reise durch Griechenland, Italien und Sicilien aufgenommen. Berlin 1845 Digitalisat Arachne

## Sonstiges

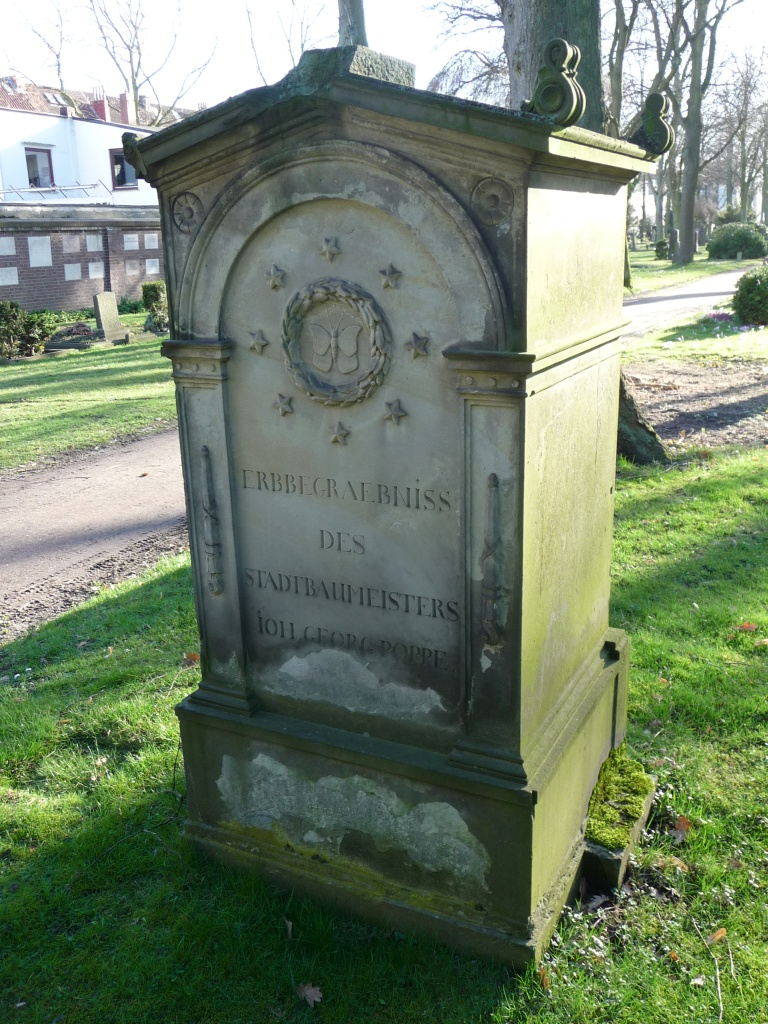
Familiengrab

Das Familiengrab seines Vaters, des Stadtbaumeisters Johann Georg Poppe (1769–1826), befindet sich auf dem Buntentorsfriedhof in Bremen. 